# فيسينبيرغ
فيسينبيرغ (بالإنجليزية: Wisenberg)‏ هو أحد جبال سلسلة جورا ويقع في كانتون ريف بازل في سويسرا. يحتل المرتبة رقم 443 في قائمة جبال سويسرا من حيث الارتفاع، إذ يبلغ ارتفاعه حوالي 1002 متر، بينما يبلغ ارتفاع نتوء الجبل 311 متر.